# Triple J
Triple J är en nationell radiostation i Australien som främst riktar sig till lyssnare mellan 18 och 30 år. Radiostationen finansieras av staten via Australian Broadcasting Corporation. Kanalen har stor andel musik, särskilt australisk musik och ny musik. Jämfört med de kommersiella radiostationerna i landet spelar de även mer "alternativ musik".